# Prosthechea prismatocarpa
Espèce
Prosthechea prismatocarpa est une espèce de plantes épiphytes de la famille des Orchidaceae appartenant au genre Prosthechea.